# Partnerstwo dla Pokoju
Partnerstwo dla Pokoju (ang. Partnership for Peace) – program określający szczególny rodzaj stosunków łączących państwa członkowskie NATO z państwami aspirującymi do tego miana, a także mechanizm współpracy tychże państw w zakresie ładu, bezpieczeństwa oraz stabilizacji w Europie.

Państwa członkowskie Partnerstwa dla Pokoju

## Geneza
Idea „Partnerstwa dla Pokoju” była odpowiedzią na zgłaszaną przez państwa Europy Środkowo-Wschodniej od 1990 r. gotowość wstąpienia do NATO. Zgłoszona została przez amerykańskiego sekretarza obrony Les Aspina podczas konferencji ministrów obrony państw członkowskich NATO w Travemünde w październiku 1993 r. jako propozycja podpisania przez NATO umowy o współpracy obronnej z państwami Europy Środkowo-Wschodniej. Była jednocześnie sygnałem dla Federacji Rosyjskiej (sprzeciwiającej się rozszerzeniu sojuszu), iż integracja kolejnych państw z Paktem Północnoatlantyckim jest realna. Oficjalny dokument zawierający zasady i warunki uczestnictwa w „Partnerstwie dla Pokoju” został przyjęty podczas szczytu w Brukseli 10 stycznia 1994. Zaproszenie do udziału w „Partnerstwie dla pokoju” wystosowano do wszystkich państw europejskich zainteresowanych współpracą z NATO. Do połowy 1995 r. w programie „Partnerstwo dla Pokoju” brało udział 25 państw europejskich.

## Uczestnictwo w „Partnerstwie dla Pokoju”
Uczestnictwo w „Partnerstwie dla Pokoju” nie było równoznaczne z gwarancjami bezpieczeństwa, jakich NATO udziela swym członkom w myśl art. 5 traktatu waszyngtońskiego. Nie stwarzało ono także formalnych przesłanek do przyjęcia do NATO, choć jak pokazuje przykład Polski, Czech i Węgier ułatwiało przystąpienie do sojuszu.
W 2010 r. do „Partnerstwa dla Pokoju” należały 22 państwa: Armenia, Austria, Azerbejdżan, Białoruś, Bośnia i Hercegowina, Czarnogóra, Finlandia, Gruzja, Irlandia, Kazachstan, Kirgistan, Macedonia, Malta, Mołdawia, Rosja, Serbia, Szwajcaria, Szwecja, Tadżykistan, Turkmenistan, Ukraina, Uzbekistan.

## Współpraca w ramach „Partnerstwa dla Pokoju”
| Cele współpracy w ramach „Partnerstwa dla Pokoju” |
| --- |
| 1. Rozwój współpracy w obszarze bezpieczeństwa |
| 2. Zapewnienie stabilności na kontynencie poprzez: - zwiększanie przejrzystości budżetów obronnych - umacnianie cywilnej kontroli nad wojskiem - wspólne ćwiczenia i planowanie obronne |
| 3. Uzyskiwanie przez partnerów zdolności do współdziałania z NATO w sferze operacji: - pokojowe - humanitarne - inne                                                                    |

## Status of Force Agreement PfP
Cenną inicjatywą NATO, mającą istotne znaczenie dla rozwoju „Partnerstwa dla Pokoju” było podpisanie w Brukseli w listopadzie 1995 r. między członkami NATO i innymi państwami uczestniczącymi w Partnerstwie dla Pokoju umowy dotyczącej Sił Partnerstwa dla Pokoju, tzw. SOFA Partnerstwa dla Pokoju (Status Force Agreement PfP). Roboczym forum „Partnerstwa dla Pokoju” jest Polityczno-Wojskowy Komitet Kierujący oraz Komórka Koordynacji Partnerstwa.

## Indywidualne programy partnerstwa
W ramach „Partnerstwa dla Pokoju” poszczególne państwa podpisują indywidualne programy współpracy z NATO, w ramach których wykonywane są m.in. ćwiczenia wojskowe. Polska jako pierwsza podpisała tego typu dokument.